# Вільгельм Амброзіус
Вільгельм Амброзіус (нім. Wilhelm Ambrosius; 14 червня 1903, Тухель, Німецька імперія — 29 вересня 1955, Дурбан, Південно-Африканський Союз) — німецький офіцер-підводник, фрегаттен-капітан крігсмаріне. Кавалер Німецького хреста в золоті.

## Біографія
3 жовтня 1921 року вступив в рейхсмаріне. З 1935 по 30 квітня 1936 року навчався на командира підводного човна в Кілі-Віку. 11 травня 1936 року переданий в розпорядження флотилії підводних човнів «Зальцведель». З 12 вересня 1936 по 1 листопада 1938 року — командир підводного човна U-28, одночасно в квітні 1937 року командував U-21. З 6 серпня 1938 року — командир флотилії «Гундіус». 1 серпня 1943 року направлений на будівництво U-43 для вивчення її конструкції, а 25 серпня призначений командиром човна. На U-43 здійснив 5 походів (разом 181 день в морі). 20 жовтня 1940 року здав командування. З 1 листопада 1940 по 30 червня 1843 року — командир 1-го дивізіону 2-ї навчальної дивізії підводних човнів, одночасно з 1 січня 1941 по 4 січня 1944 року — 22-ї флотилії. З 3 грудня 1943 по 16 лютого 1944 року — командир своєї дивізії. В лютому-серпні 1944 року — командир 2-ї флотилії мінних тральщиків, З жовтня 1944 по лютий 1945 року — бар'єрного училища Кіля-Віка, з березня 1945 року — 11-ї дивізії охорони. 8 травня взятий в полон союзниками. 8 грудня 1948 року звільнений.
Всього за час бойових дій потопив 8 кораблів загальною водотоннажністю 47 030 брт.
| Дата              | Назва корабля   | Тип               | Тоннаж | Вантаж                                               | Екіпаж | Загиблі | Країна             | Конвой |
| ----------------- | --------------- | ----------------- | ------ | ---------------------------------------------------- | ------ | ------- | ------------------ | ------ |
| 16 листопада 1939 | Arlington Court | Торговий пароплав | 4,915  | 7340 тонн кукурудзи                                  | 35     | 7       | Британська імперія | SL-7A  |
| 22 листопада 1939 | Arijon          | Торговий пароплав | 4,374  | Сталеві прутки, листи, обручі та папір               | 41     | 16      | Франція            | 14-BS  |
| 25 листопада 1939 | Uskmouth        | Торговий пароплав | 2,483  | 3900 тонн вугілля                                    | 25     | 2       | Британська імперія |        |
| 21 червня 1940    | Yarraville      | Паровий танкер    | 8,627  | Баласт                                               | 50     | 5       | Британська імперія | 65-X   |
| 30 червня 1940    | Avelona Star    | Торговий пароплав | 13,376 | 5630 тонн замороженого м’яса та 1000 тонн апельсинів | 85     | 1       | Британська імперія | SL-36  |
| 9 липня 1940      | Aylesbury       | Торговий пароплав | 3,944  | Генеральні вантажі та зерно                          | 35     | 0       | Британська імперія |        |
| 17 липня 1940     | Fellside        | Торговий пароплав | 3,509  | Баласт                                               | 33     | 12      | Британська імперія | OA-184 |
| 25 вересня 1940   | Sulairia        | Торговий пароплав | 5,802  | 540 тонн генеральних вантажів та худоби              | 57     | 1       | Британська імперія | OB-217 |

## Звання
- Рекрут (3 жовтня 1921)
- Радист (3 березня 1923)
- Старший радист (3 жовтня 1923)
- Старший матрос (1 травня 1923)
- Старший морський інженер (1 листопада 1925)
- Кандидат в офіцери (1 квітня 1926)
- Фенріх-цур-зее (1 квітня 1928)
- Обер-фенріх-цур-зее (1 липня 1930)
- Лейтенант-цур-зее (1 жовтня 1930)
- Оберлейтенант-цур-зее (1 жовтня 1932)
- Капітан-лейтенант (1 квітня 1936)
- Корветтен-капітан (1 листопада 1940)
- Фрегаттен-капітан (1 червня 1944)

## Нагороди
- Медаль «За вислугу років у Вермахті» 4-го, 3-го і 2-го класу (25 років)
- Іспанський хрест в сріблі (6 червня 1939)
- Орден морських заслуг (Іспанія), білий дивізіон 1-го класу
- Залізний хрест
  - 2-го класу (15 грудня 1939)
  - 1-го класу (вересень 1940)
- Нагрудний знак підводника (квітень 1940)
- Хрест Воєнних заслуг
  - 2-го класу з мечами (20 квітня 1943)
  - 1-го класу з мечами (1 вересня 1943)
- Німецький хрест в золоті (8 вересня 1944)